# Vultures 1
Pour les articles homonymes, voir Vulture (homonymie).
Albums de ¥$
Vultures 2
(2024
Albums de Kanye West
Donda 2
(2022) Vultures 2
(2024)
Albums de Ty Dolla $ign
Cheers to the Best Memories
(2021) Vultures 2
(2024)
Singles
1. VULTURES (ft. Bump J & Lil Durk)
Sortie : 18 novembre 2023
2. TALKING (ft. North West)
Sortie : 9 février 2024
3. CARNIVAL (ft. Rich the Kid & Playboi Carti)
Sortie : 15 février 2024

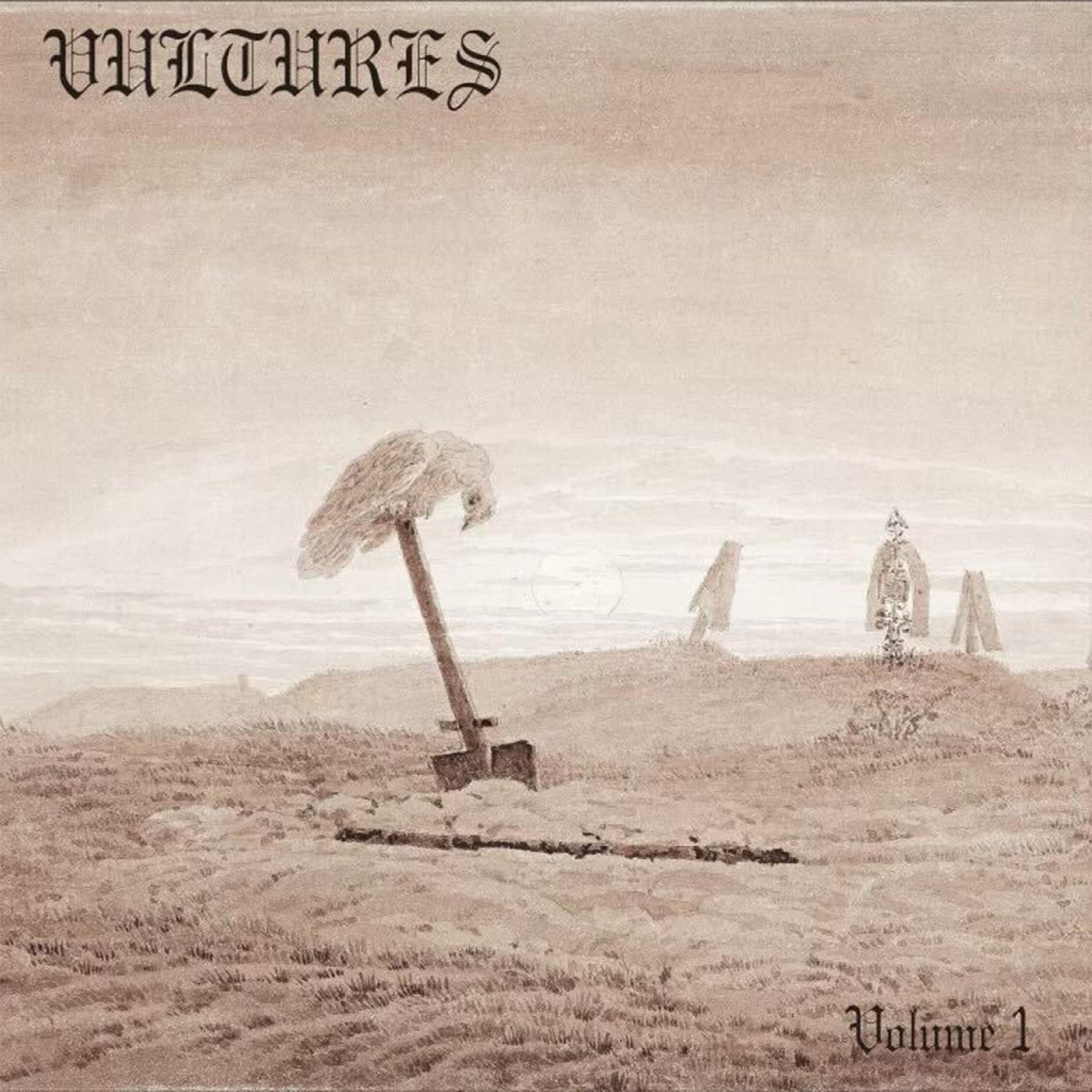
cover

Vultures 1 est le premier album studio du supergroupe américain de hip-hop ¥$, composé du rappeur Kanye West et du chanteur Ty Dolla Sign. L'album sort de manière indépendante le 10 février 2024 sous le label YZY. La date de sortie de l'album coïncide avec le 20e anniversaire du premier album studio de Kanye West, The College Dropout.
L'album comporte des participations de Travis Scott, Playboi Carti, Freddie Gibbs, Quavo, Nipsey Hussle, YG, Bump J, Lil Durk, Rich the Kid, Chris Brown, India Love et North, la fille de Kanye West. La production est principalement assurée par Kanye West et Ty Dolla Sign, avec la participation d'artistes tels que JPEGMafia ou Aus Taylor. Vultures 1 fait suite aux albums respectifs des deux artistes en 2021, Donda par Kanye West et Cheers to the Best Memories (en) par Ty Dolla Sign, et marque également leur premier album studio indépendant. C'est considéré comme un album démo plutôt qu'un album studio.
Quelques jours après la sortie de l’album, le son Good (Don’t Die) est supprimé des plateformes pour non-respect des droits d’auteurs après l’utilisation d’un sample de Donna Summer. Il sera par la suite remis puis finalement enlevé.
Vultures 1 est le premier volume d'une série de 3 projets : les volumes 2 et 3 étaient prévus pour les 8 mars et le 5 avril 2024, bien que cela n'ait pas fini par se produire.

## Liste des titres
| 1.    | Stars           | - Ye - Tyrone Griffin, Jr. - Barrington Hendricks - Nasir Pemberton - Matthew Leon - Michael Mulé - Isaac De Boni - Mark Williams - Raul Cubina - Quentin Miller - Dijon Duenas - Henry Kwapis - Jack Karaszewski - Lucien Parker | - Ye - JPEGMafia - Digital Nas - Sean Leon - FnZ - Ojivolta - Shdøw                            | 1:55 |
| 2.    | Keys to My Life | - Ye - Griffin - Timothy Mosley - Vincent Verdi - Veyis-Can Urun | - Ye - Timbaland - Vinnyforgood - Veyis - Hubi - Shdøw                                         | 2:54 |
| 3.    | Paid            | - Ye - Griffin - Anthony Kilhoffer - Christopher Dotson - Denzel Curry - Anthony Clemons, Jr. - Cedric Hailey - Joel Hailey | - Ye - Wax Motif - Chrishan - Kilhoffer - Stryv                                                | 3:15 |
| 4.    | Talking         | - Ye - Griffin - North West - Cydel Young - Ernest Wilson - James Litherland - Darhyl Camper - Edward Davadi - Clemons - Miller - Shawntoni Nichols                                                                               | - Ye - No I.D. - James Blake - DJ Camper - Edsclusive                                          | 3:05 |
| 5.    | Back to Me      | - Ye - Griffin - Fredrick Tipton - Quavious Marshall - Charles Njapa - Daniel Chien - Asif Aswad - Michael Dean - Nicholas Balding - James Hau - Feez                                                                             | - Ye - 88-Keys - Wax Motif - AyoAA - Dean - Nic Nac - Alex Hau - Feez                          | 4:55 |
| 6.    | Hoodrat         | - Ye - Griffin - Njapa - Malik Yusef - Maxie Ryles - Robert Booker | - Ye - 88-Keys                                                                                 | 3:42 |
| 7.    | Do It           | - Ye - Griffin - Keenon Jackson - Ermias Asghedom - Wesley Glass - Dijon McFarlane - Tim Gomringer - Kevin Gomringer - Dotson - Lukas Leth - Denis Raab - Supreme Williams                                                        | - Ye - Wheezy - Mustard - Cubeatz - Chrishan - LukasBL - DTP                                   | 3:45 |
| 8.    | Paperwork       | - Ye - Griffin - Marshall - Pemberton - Victor Hugo dos Santos - Bruno Gioia | - Ye - Digital Nas - DJ Roca - DJ Vitinho Beat                                                 | 2:25 |
| 9.    | Burn            | - Ye - Griffin - Tyshane Thompson - Morten Ristorp - Samuel Lindley - Leon Thomas III - Dotson - Azul Wynter | - Ye - Beam - Rissi - The Legendary Traxster - Thomas - Chrishan - Azul                        | 1:51 |
| 10.   | Fuk Sumn        | - Ye - Griffin - Jordan Carter - Jacques Webster II - Hendricks - Mosley - Pemberton - Miller - Dotson - Robert Cooper - Paul Beauregard - Aswad - Evan Hood                                                                      | - Ye - JPEGMafia - Timbaland - Digital Nas - Chrishan - Shdøw - Hubi - AyoAA                   | 3:29 |
| 11.   | Vultures        | - Ye - Griffin - Terrance Boykin - Durk Banks - Young - Warren Trotter - Williams - Cubina - Gustave Rudman Rambali - Mathias Liyew - Jasper Harris - Marlon Barrow - Orlando Wilder - Glass - Adegboyega Ogunlesi - Juice        | - Ye - Ty Dolla Sign - Ojivolta - Rambali - Wheezy - Ambezza - Chordz - Fya Man - Juice - Adey | 4:36 |
| 12.   | Carnival        | - Ye - Griffin - Dimitri Roger - Carter - Pemberton - Grant Dickinson - Williams - Cubina | - Ye - TheLabCook - Ojivolta - Digital Nas                                                     | 4:24 |
| 13.   | Beg Forgiveness | - Ye - Griffin - Christopher Brown - London Holmes - Hendricks - Pemberton - Miller - Faouzia Ouihya - Joshua Hui | - Ye - Digital Nas - London on da Track - JPEGMafia - Vitals                                   | 6:08 |
| 14.   | Problematic     | - Ye - Griffin - Njapa - Clemons - Adam Slonka | - Ye - 88-Keys - Slonka                                                                        | 3:14 |
| 15.   | King            | - Ye - Griffin - Hendricks - Glass - Dylan Cleary-Krell - Arturo Fratini | - Ye - JPEGMafia - Wheezy - Dez Wright - Lester Nowhere                                        | 2:36 |
| 55:33 |                 | |                                                                                                |      |